# Rafael Spottorno
Rafael Spottorno Díaz-Caro (Madrid, 28 de febrero de 1945) es un diplomático español que desempeñó el cargo de jefe de la Casa del Rey desde el 30 de septiembre de 2011 hasta el 24 de junio de 2014, siendo sustituido por Jaime Alfonsín Alfonso en el inicio del reinado de Felipe VI.

## Biografía
Rafael Spottorno es licenciado en Derecho y ha sido cónsul en La Habana y Río de Janeiro, consejero cultural de España en Bruselas (1974-1977), director de Asuntos Políticos de Europa Oriental (1979), representante permanente de España en el Consejo de la OTAN (1982-1983) y representante en la ONU (1986). También fue jefe de gabinete del Ministerio de Exteriores de Francisco Fernández Ordóñez y Javier Solana.
El 30 de septiembre de 2011 fue designado como Jefe de la Casa del Rey en sustitución de Alberto Aza Arias; anteriormente, había desempeñado la función de Secretario General de la Casa del Rey desde 1993 hasta el 2002.
En la faceta privada, ha sido director de la Fundación Caja Madrid, ocupando dicho cargo desde septiembre de 2002 hasta marzo de 2011.
En septiembre de 2014, fue descubierta su implicación en el uso de tarjetas ilegales de Caja Madrid, conocido como caso de las tarjetas black; antes de iniciarse el juicio, devolvió 11.953 euros cuando en realidad gastó indebidamente 235.818 euros. El 7 de octubre de 2014 presentó su dimisión como consejero privado de Felipe VI debido al escándalo de las tarjetas fantasma de Cajamadrid.
El 3 de octubre de 2018 fue condenado a 2 años de cárcel por el Tribunal Supremo, por haber utilizado indebidamente 235.818 euros con su tarjeta black.

## Distinciones Honoríficas
A lo largo de su carrera, Rafael Spottorno ha recibido diversas distinciones honoríficas, de las que destacan:
Nacionales
- Caballero gran cruz de la Orden de Carlos III[8]
- Caballero de la Orden de Isabel la Católica

- Caballero gran cruz de la Orden del Mérito Civil

- Gran cruz de la Orden del Mérito Naval[9]

Extranjeras
- Caballero de la Orden de Leopoldo (Bélgica)